# Матешко Село
Матешко Село је насељено место у општини Генералски Стол, у Карловачкој жупанији, Република Хрватска.

## Становништво
Према попису становништва из 2001. године, насеље је имало 52 становника у 17 породичних домаћинстава.
Кретање броја становника по пописима 1857—2001.
| година пописа  | 1857. | 1869. | 1880. | 1890. | 1900. | 1910. | 1921. | 1931. | 1948. | 1953. | 1961. | 1971. | 1981. | 1991. | 2001. | 2011. |
| бр. становника | 137   | 152   | 113   | 149   | 145   | 176   | 160   | 187   | 225   | 208   | 186   | 142   | 111   | 87    | 52    | 35    |